# Tokyo Prince Hotel Park Tower
L'Tokyo Prince Hotel Park Tower (東京プリンスホテルパークタワー) est un gratte-ciel de 104 mètres de hauteur construit à Tokyo de 2001 à 2005 dans l'arrondissement de Minato-ku.
Situé dans un parc, le parc Shiba et abrite un hôtel de la chaîne Prince Hotels de 673 chambres sur 30 étages.
La surface de plancher est de 91 115 m².
L'architecte est le géant japonais du BTP Kajima Corporation.